# Playa de El Bajondillo

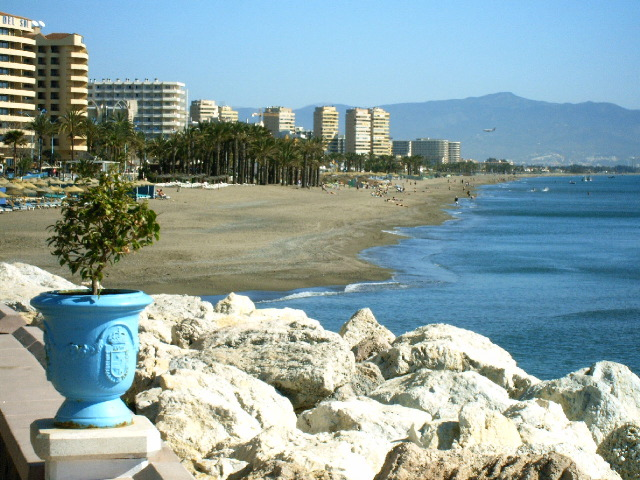
Playa de El Bajondillo.

La Playa de El Bajondillo es una playa de Torremolinos, en la Costa del Sol de la provincia de Málaga, Andalucía, España. Se trata de una playa urbana de arena oscura situada en el centro norte de la ciudad, entre la Punta de Torremolinos, que la separa de la playa de La Carihuela al sur, y la playa de Playamar, al norte. Tiene unos 1.100 metros de longitud y unos 40 metros de anchura media. Es una playa muy frecuentada y con toda clase de servicios.